# Ansikte mot ansikte
Ansikte mot ansikte är en svensk TV-serie och långfilm från 1976, i regi av Ingmar Bergman och med Liv Ullmann och Erland Josephson i huvudrollerna som paret Jenny och Tomas. TV-serien, som hade urpremiär på TV2 28 april 1976, är totalt 177 minuter lång och uppdelad i fyra delar. Långfilmsversionen, som hade urpremiär i New York 5 april 1976, finns i längder från 114 till 135 minuter.